# Hakin9
Hakin9 Abwehrmethoden ist – neben Pentest Magazine, eForensics Magazine, Software Developer’s Journal, Hadoop Magazine und Java Magazine – eine Zeitschrift des in Polen ansässigen Verlags Software-Wydawnictwo Sp. z o.o. 

## Beschreibung
Die Erstausgabe erschien 2004, seit September 2006 erscheint sie regelmäßig. Sie war in Deutschland oft in Bahnhofsbuchhandlungen erhältlich und konnte als Printausgabe sowie als PDF-Version abonniert werden. Von Mai 2010 bis einschließlich Dezember 2011 war sie ausschließlich als freie Online-Ausgabe erhältlich. Seit 2012 ist das Magazin per kostenpflichtigem Abonnement zugänglich.
Das Magazin erscheint in den Sprachen Polnisch, Tschechisch, Englisch, Italienisch, Französisch und Spanisch.
Die Zeitschrift beschäftigt sich mit Themen der IT-Sicherheit wie z. B. Viren, Trojaner, sicheres Programmieren, Netzwerktechnik und Kryptoanalyse und unterteilt (seit Juli 2008) dazu die Artikel in die drei Hauptkategorien Angriff, Abwehr und Tools. Zusätzlich wird den Artikeln noch ein Schwierigkeitsgrad (Anfänger, Fortgeschrittene, Experten) zugewiesen. In unregelmäßigen Abständen werden auch gesellschaftsrelevante Aspekte der Informationstechnik wie Informationsfreiheit, Datenschutz, Videoüberwachung und Privatsphäre behandelt.
Als regelmäßige Kolumnen erscheinen Kurznachrichten, Konsumententests, Rezensionen, Interviews und ein Feuilleton.
Jeder Printausgabe lag eine CD mit kommerziellen sowie freien Lehr- und Infoprogrammen bei.
Im August 2012 veröffentlichte hakin9 ein englischsprachiges E-Book über den Netzwerkscanner nmap, bei dem es einem Autorenteam gelang, einen Fake-Artikel unterzubringen. Der Titel des Artikels lautet Nmap: The Internet Considered Harmful – DARPA Inference Cheking Kludge Scanning und als Autoren sind die Sicherheitsforscher Jon Oberheide, Nico Waisman, Matthieu Suiche, Chris Valasek, Yarochkin Fyodor, the Grugq, Jonathan Brossard und Mark Dowd angegeben. Der Inhalt ist größtenteils Nonsens im Stil wie er vom Tool SCIgen automatisch erzeugt wird. Die hakin9-Redaktion entschuldigte sich bei ihren Lesern und bezeichnete den Vorfall als unbeabsichtigten Fehler („unintentional mistake on our part“).

## Weitere Zeitschriften
- 2600-Magazin
- Bayrische Hackerpost (1984 bis 1987)
- Datenschleuder
- Phrack-Magazin
- TAP
- Hack-Tic